# Woroniwka (obwód czerkaski)
Woroniwka (ukr. Воронівка) – wieś na Ukrainie, w obwodzie czerkaskim, w rejonie czerkaskim, w hromadzie Wilszana. W 2001 liczyła 1164 mieszkańców, spośród których 1133 wskazało jako ojczysty język ukraiński, 30 rosyjski, a 1 białoruski.